# Rodiukino (rejon nikolski)
Rodiukino (ros. Родюкино) – wieś (dieriewnia) w Rosji, w obwodzie wołogodzkim, w rejonie nikolskim. W 2010 liczyła 229 mieszkańców.